# Le Front (quotidien ivoirien)
Le Front est un quotidien ivoirien, proche du Rassemblement des républicains de Côte d'Ivoire et du Mouvement patriotique de Côte d'Ivoire, consacrée à l'actualité ivoirienne et internationale.